# Château de Miglos
Le château de Miglos est situé dans les Pyrénées ariégeoises en vallée du Vicdessos.

## Localisation
Le château de Miglos est implanté sur la cime d'un éperon calcaire, à 779 mètres d'altitude. Situé sur la commune de Miglos, juste au-dessus du village de Capoulet, il commande à la fois les vallées de Miglos et de Vicdessos.
Au Moyen Âge, la seule voie d'accès était le chemin reliant Niaux au village d'Arquizat, repris de nos jours par le tracé de la D 156.

## Historique
La forteresse s'inscrivait dans un système défensif qui protégeait le comté de Foix et qui comprenait, en plus des châteaux de Montréal-de-Sos, de Quié, de Génat, de Castel Merle, plusieurs grottes fortifiées (ou spoulga).
Si le lieu-dit et l'église de Miglos sont attestés dès 1097, et un seigneur de Miglos cité en 1160, les premières mentions du château à proprement parler datent de 1213. Le château fait alors partie des garanties offertes par le comte de Foix au roi d'Aragon pour preuve de sa bonne foi et de son allégeance à l'Église, lors de la Croisade des Albigeois.
En 1244, le seigneur Arnaud de Miglos, interrogé par l'Inquisition, admit avoir reçu des Parfaits dans sa demeure et envoyé des armes aux assiégés de Montségur, ce qui lui valut d'être emprisonné pendant quatre ans. En 1311, Gaston Ier de Foix offre la seigneurie de Miglos à Bernard d'Usson (ou de Son). Les vestiges visibles actuellement reflètent l'état du château au XIVe siècle, après la restauration que Bernard d'Usson effectua en 1320.

## Description

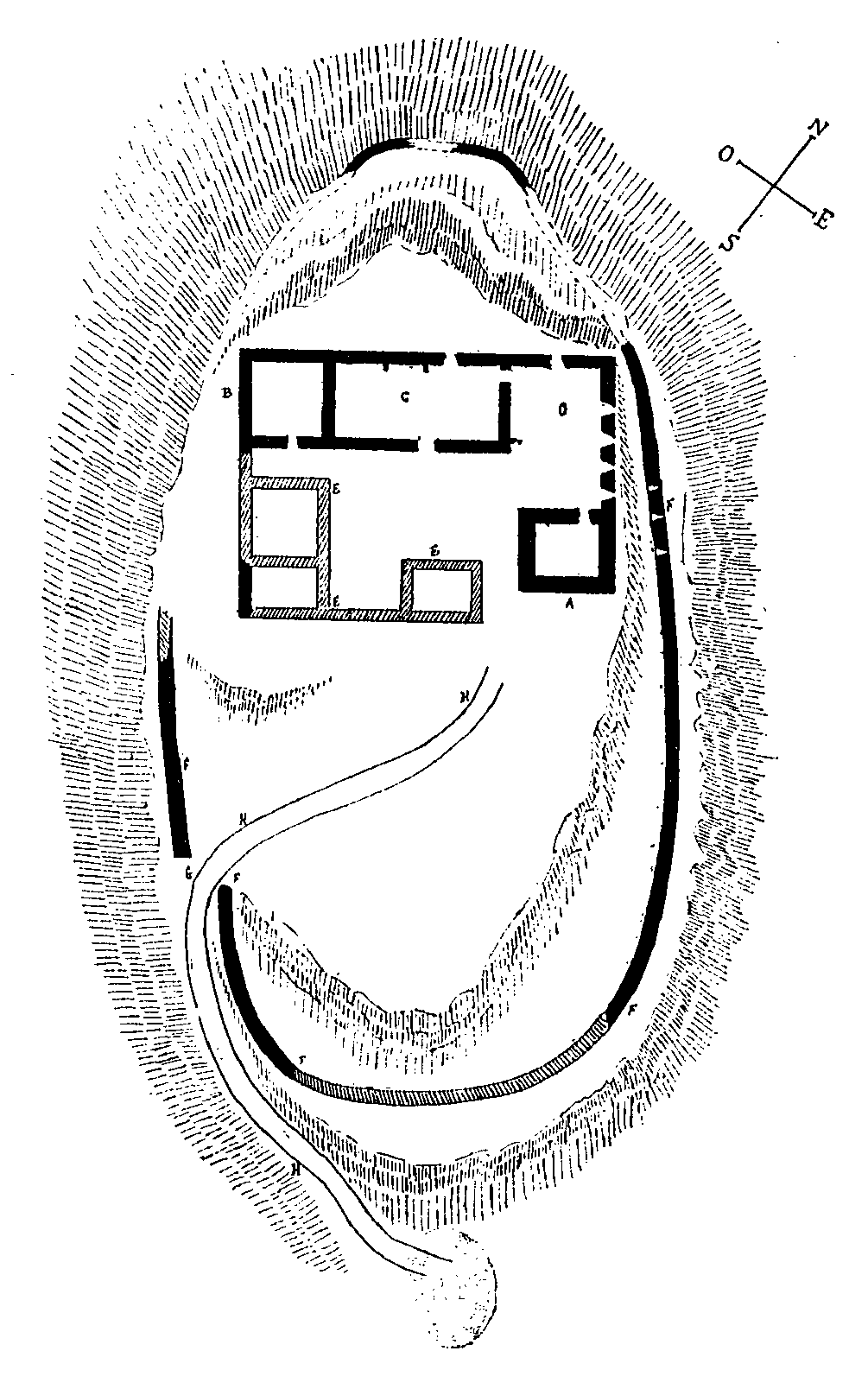
Plan du château de Miglos publié en 1894 par Casimir Barrière-Flavy.
Les traits en gris correspondent aux parties disparues.

Le château de Miglos couvrait une surface approximativement carrée de 600 m2. Le logis seigneurial était situé sur la partie nord. À l'ouest s'élevait une tour carrée de 15 mètres de haut. À l'est se trouvait une salle percée de meurtrières qui surveillaient le chemin d'accès. Au sud se tenait un donjon carré, d'une hauteur de plus de 20 mètres qui a été exhaussés. Les vestiges de ces constructions sont encore visibles de nos jours.

## Protection
Le bâtiment fut classé monument historique le 22 septembre 1987, « la conservation des ruines du château d’Arquizat à Miglos (Ariège) présent[ant] au point de vue de l’histoire et de l’art un intérêt public en raison de leur importance historique et de leur disposition architecturale. », et l'Association des Amis du Château de Miglos est créée la même année. Cette association œuvre pour la sauvegarde et la mise en valeur du site.

## Restauration
Le château, propriété du conseil départemental de l'Ariège depuis 1984, a bénéficié de plusieurs phases de travaux de cristallisation (injection de chaux dans les murs visant à stabiliser l'édifice) à partir de 1999. Ces travaux qui ont permis de consolider le donjon, la tour nord-ouest.

Vues du château
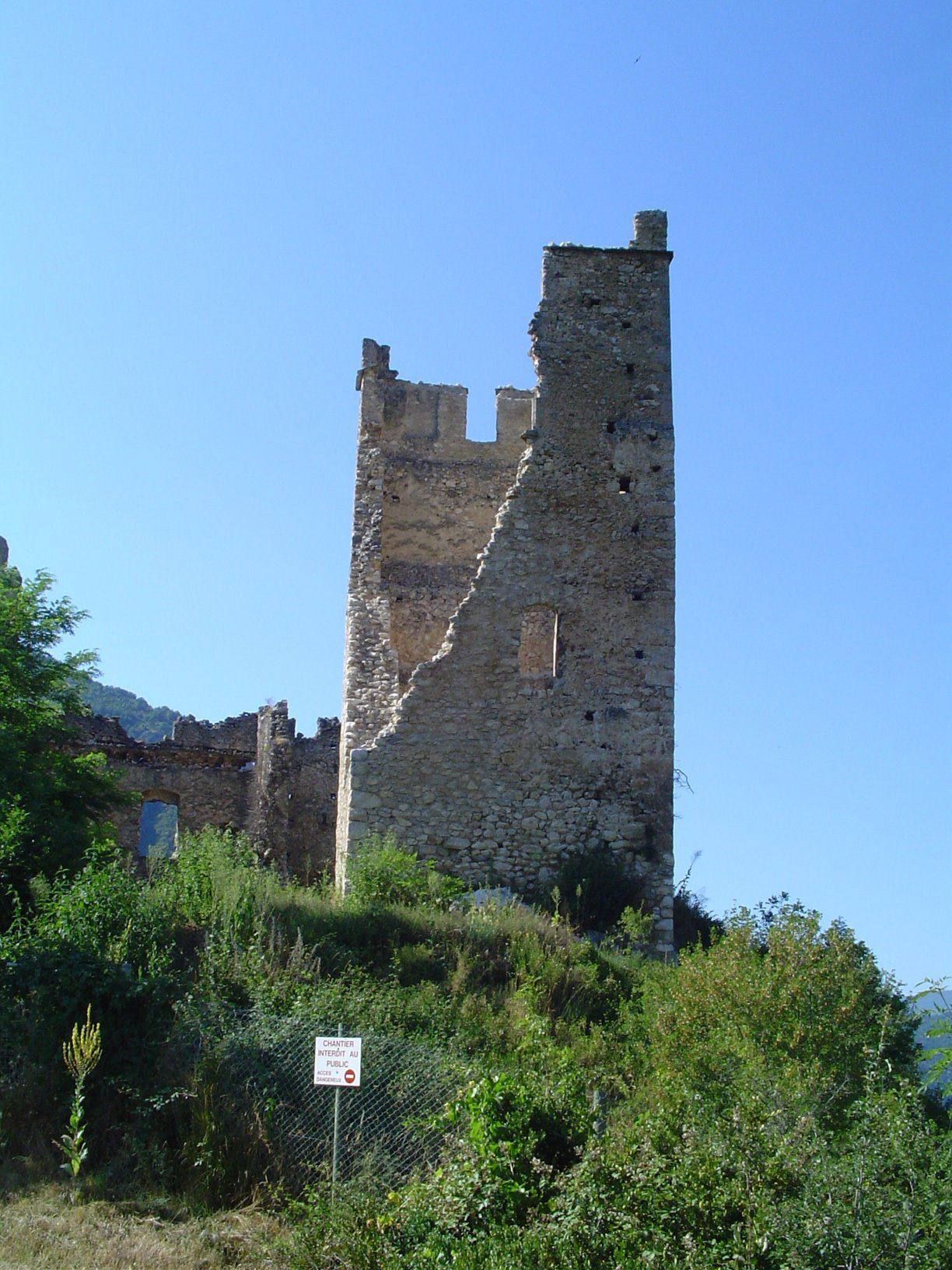
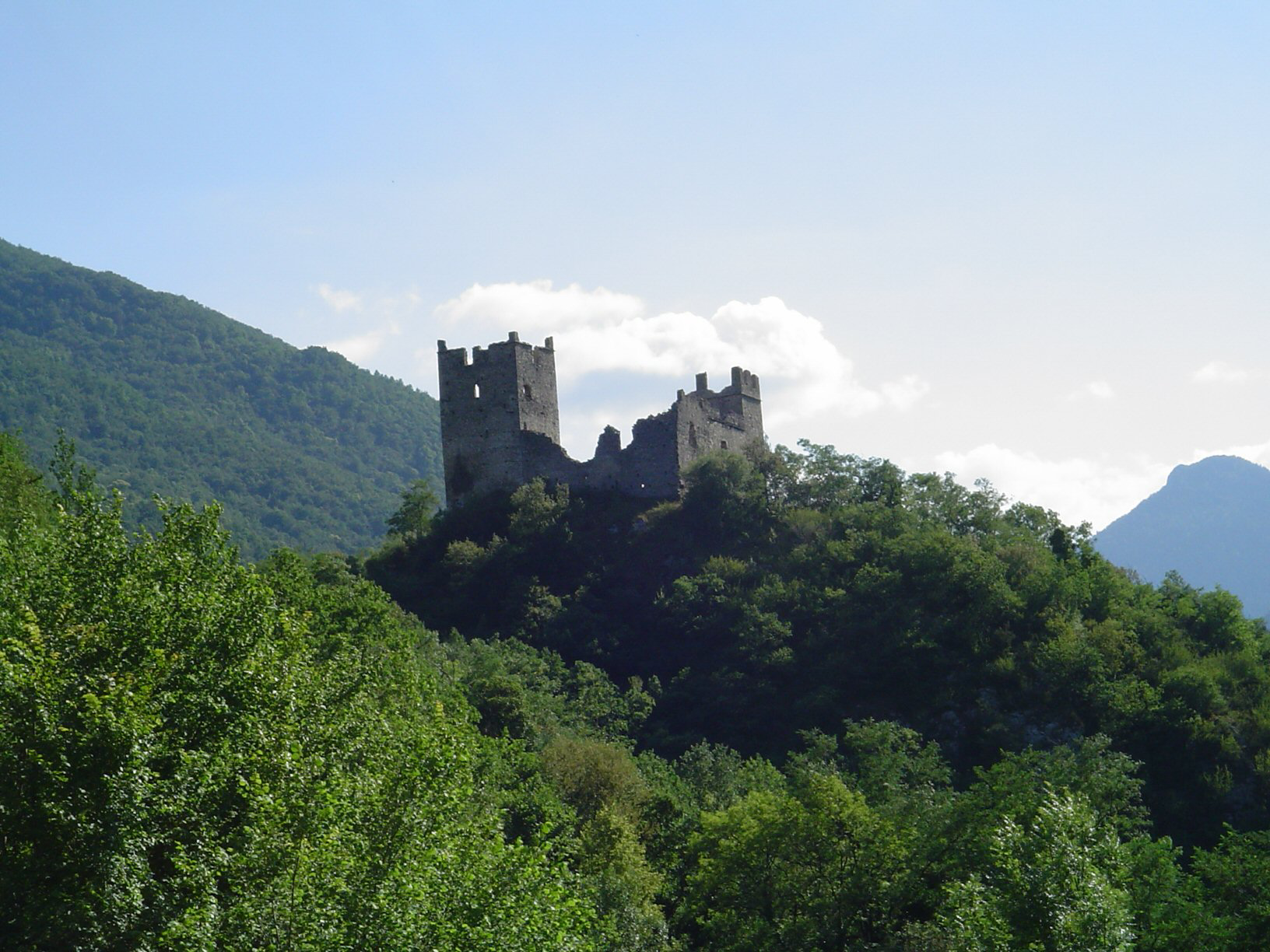
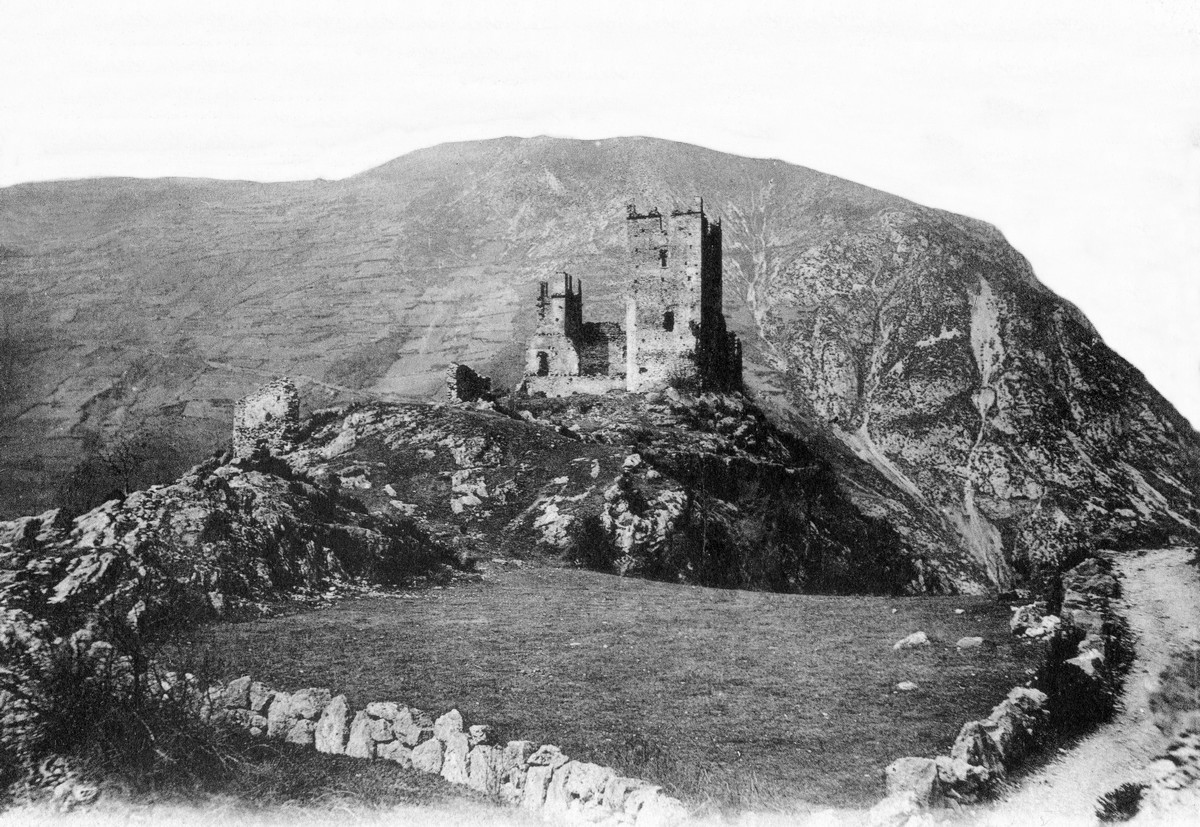
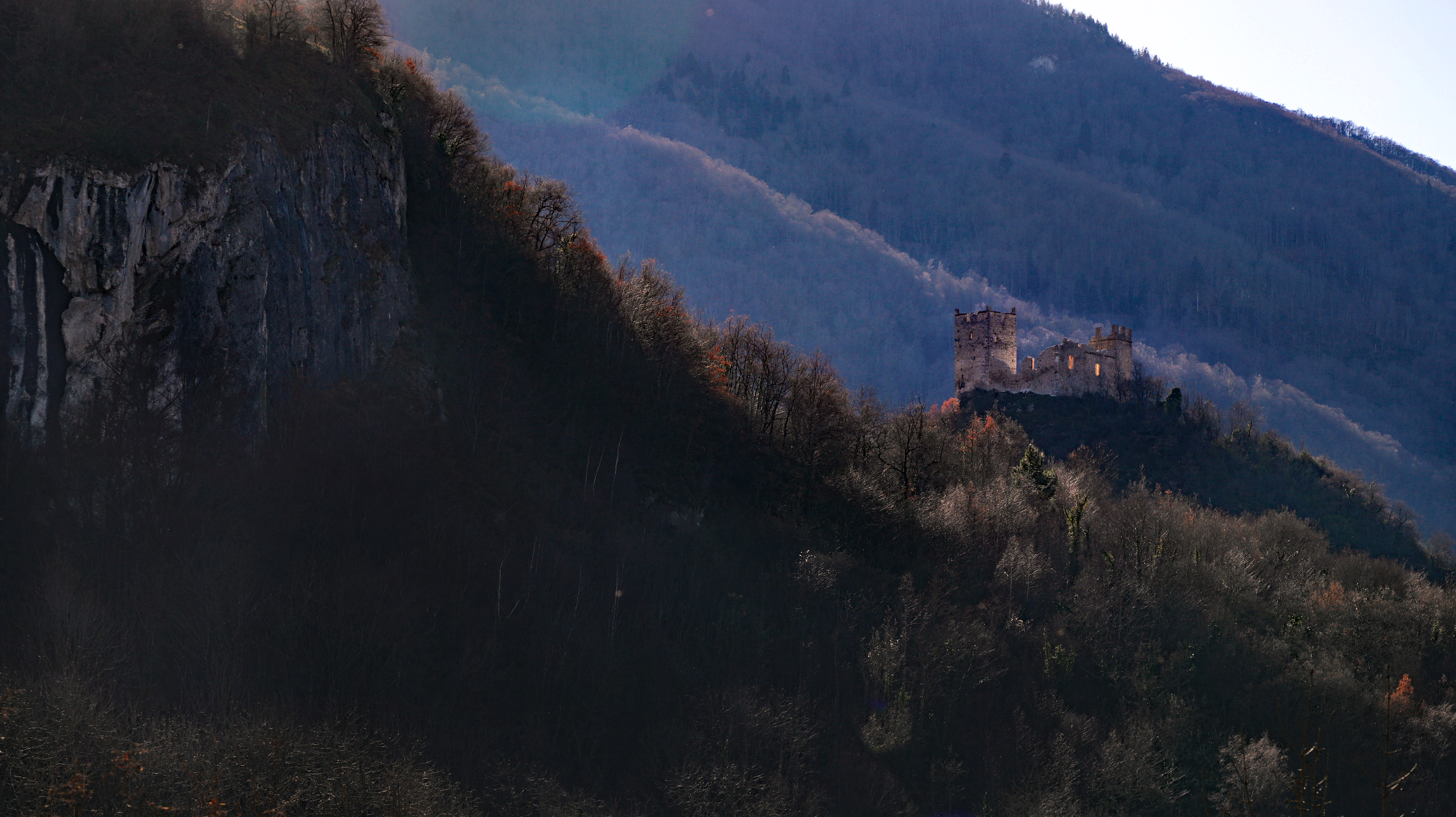
Jolie lumière dans le château.